# Gyulai István Memorial 2020
Das Gyulai István Memorial 2020 war eine Leichtathletik-Veranstaltung, die am 19. August 2020 im Bregyó Athletic Center in Székesfehérvár stattfand. Die Veranstaltung war Teil der World Athletics Continental Tour und zählte zu den Gold-Meetings, der höchsten Kategorie dieser Leichtathletik-Serie.

## Resultate

### Männer

#### 100 m
| Platz | Athlet        | Land | Zeit (s) |
| ----- | ------------- | ---- | -------- |
| 1     | Noah Lyles    | USA  | 10,05    |
| 2     | Adam Gemili   | GBR  | 10,28 SB |
| 3     | Elijah Hall   | USA  | 10,31    |
| 4     | Mario Burke   | BAR  | 10,32 SB |
| 5     | Bence Boros   | HUN  | 10,63    |
| 6     | Demek Kemp    | USA  | 11,02    |
| 7     | Olivér Almási | HUN  | 11,04    |
|       | Mike Rodgers  | USA  | DSQ      |

Wind: +0,3 m/s

#### 200 m
| Platz | Athlet        | Land | Zeit (s) |
| ----- | ------------- | ---- | -------- |
| 1     | Noah Lyles    | USA  | 20,13    |
| 2     | Eseosa Desalu | ITA  | 20,35 SB |
| 3     | Adam Gemili   | GBR  | 20,56 SB |
| 4     | Elijah Hall   | USA  | 20,69    |
| 5     | Mario Burke   | BAR  | 20,78 SB |
| 6     | Tamás Máté    | HUN  | 21,02    |
| 7     | Mike Rodgers  | USA  | 21,53    |
| 8     | Demek Kemp    | USA  | 22,20    |

Wind: +1,3 m/s

#### 400 m
| Platz | Athlet              | Land | Zeit (s) |
| ----- | ------------------- | ---- | -------- |
| 1     | Kahmari Montgomery  | USA  | 45,50 SB |
| 2     | Josephus Lyles      | USA  | 46,08    |
| 3     | Luka Janežič        | SVN  | 46,16    |
| 4     | Jakub Krzewina      | POL  | 46,29    |
| 5     | Liemarvin Bonevacia | NED  | 46,69    |
| 6     | Vladimir Aceti      | ITA  | 46,73    |
| 7     | Dániel Ajide        | HUN  | 47,76    |
| 8     | Trumaine Jefferson  | USA  | 28,23    |

#### 600 m
| Platz | Athlet          | Land | Zeit (min) |
| ----- | --------------- | ---- | ---------- |
| 1     | Donavan Brazier | USA  | 1:15,07 MR |
| 2     | Wesley Vázquez  | PRI  | 1:15,31    |
| 3     | Balázs Vindics  | HUN  | 1:16,84    |
| 4     | Andreas Bube    | DEN  | 1:18,14    |
| 5     | Žan Rudolf      | SVN  | 1:18,20    |
| 6     | Andrés Arroyo   | PRI  | 1:18,48    |
| 7     | Tamás Kazi      | HUN  | 1:18,68    |
| 8     | David Kendziera | USA  | 1:21,11    |

#### 110 m Hürden (Lauf 1)
| Platz | Athlet             | Land | Zeit (s) |
| ----- | ------------------ | ---- | -------- |
| 1     | Orlando Ortega     | ESP  | 13,21    |
| 2     | Grant Holloway     | USA  | 13,22    |
| 3     | Freddie Crittenden | USA  | 13,30 SB |
| 4     | Wilhem Belocian    | FRA  | 13,34    |
| 5     | Aaron Mallet       | USA  | 13,45 SB |
| 6     | Andrew Pozzi       | GBR  | 13,60    |
| 7     | Valdó Szűcs        | HUN  | 13,74    |
| 7     | Balázs Baji        | HUN  | 13,86    |

Wind: +0,3 m/s

#### 110 m Hürden (Lauf 2)
| Platz | Athlet             | Land | Zeit (s) |
| ----- | ------------------ | ---- | -------- |
| 1     | Jason Joseph       | SUI  | 13,42    |
| 2     | David King         | GBR  | 13,51    |
| 3     | Vladimir Vukicevic | NOR  | 13,53 NR |
| 4     | Antonio Alkana     | RSA  | 13,53 SB |
| 5     | Bálint Szeles      | HUN  | 13,75 PB |
| 6     | Petr Svoboda       | GBR  | 13,78    |
| 7     | Michael Obasuyi    | BEL  | 13,83    |
| 7     | Dániel Eszes       | HUN  | 14,47    |

Wind: +0,9 m/s

#### 400 m Hürden
| Platz | Athlet          | Land | Zeit (s) |
| ----- | --------------- | ---- | -------- |
| 1     | David Kendziera | USA  | 50,00    |
| 2     | Rasmus Mägi     | EST  | 50,18    |
| 3     | Máté Koroknai   | HUN  | 50,59    |
| 4     | David Greene    | GBR  | 51,06    |
| 5     | Matej Baluch    | SVK  | 51,63    |
| 6     | Tibor Koroknai  | HUN  | 52,65    |
| 7     | Ádám Bencsik    | HUN  | 53,13    |
| 7     | Dávid Kemény    | HUN  | 55,01    |

#### Dreisprung
| Platz | Athlet               | Land | Weite (m) |
| ----- | -------------------- | ---- | --------- |
| 1     | Hugues Fabrice Zango | BFA  | 17,43 WL  |
| 2     | Christian Taylor     | USA  | 17,34 SB  |
| 3     | Pedro Pablo Pichardo | POR  | 17,28 SB  |
| 4     | Alexis Copello       | AZE  | 16,92     |
| 5     | Pablo Torrijos       | ESP  | 16,69     |
| 6     | Tobia Bocchi         | ITA  | 16,47     |
| 7     | Jean-Marc Pontvianne | FRA  | 16,42     |
| 8     | Tomáš Veszelka       | SVK  | 16,37     |

#### Diskuswurf
| Platz | Athlet                   | Land | Weite (m) |
| ----- | ------------------------ | ---- | --------- |
| 1     | Daniel Ståhl             | SWE  | 67,31     |
| 2     | Andrius Gudžius          | LTU  | 67,08     |
| 3     | Simon Pettersson         | SWE  | 65,70     |
| 4     | Piotr Małachowski        | POL  | 64,80     |
| 5     | Robert Urbanek           | POL  | 63,98     |
| 6     | János Huszák             | HUN  | 62,77     |
| 7     | Lawrence Okoye           | GBR  | 62,53     |
| 7     | Alin Alexandru Firfirică | ROM  | 61,84     |

#### Hammerwurf
| Platz | Athlet               | Land | Weite (m) |
| ----- | -------------------- | ---- | --------- |
| 1     | Wojciech Nowicki     | POL  | 78,07     |
| 2     | Bence Halász         | HUN  | 78,00     |
| 3     | Mychajlo Kochan      | UKR  | 77,78 PB  |
| 4     | Paweł Fajdek         | POL  | 76,08     |
| 5     | Eivind Henriksen     | NOR  | 73,50     |
| 6     | Javier Cienfuegos    | ESP  | 72,98     |
| 7     | Dániel Rába          | HUN  | 71,40     |
| 8     | Krisztián Pars       | HUN  | 70,59     |
| 9     | Bence Pásztor        | HUN  | 69,27     |
| 10    | Michalis Anastasakis | GRC  | 69,21     |
| 11    | Balázs Varga         | HUN  | 68,25     |
| 12    | Donát Varga          | HUN  | 66,03     |

### Frauen

#### 200 m
| Platz | Athlet              | Land | Zeit (s) |
| ----- | ------------------- | ---- | -------- |
| 1     | Lynna Irby          | USA  | 22,55    |
| 2     | Dafne Schippers     | NED  | 22,94    |
| 3     | Mujinga Kambundji   | SUI  | 23,25 SB |
| 4     | Marie-Josée Ta Lou  | CIV  | 23,33    |
| 5     | Maja Mihalinec      | SVN  | 23,51    |
| 6     | Iwet Lalowa-Collio  | BUL  | 23,66    |
| 7     | Wiktorija Tkatschuk | UKR  | 23,97    |
| 8     | Jusztina Csóti      | HUN  | 24,28 SB |

#### 400 m
| Platz | Athlet            | Land | Zeit (s) |
| ----- | ----------------- | ---- | -------- |
| 1     | Wadeline Jonathas | USA  | 52,09    |
| 2     | Lieke Klaver      | NED  | 52,11    |
| 3     | Laviai Nielsen    | GBR  | 52,24    |
| 4     | Raevyn Rogers     | USA  | 52,50    |
| 5     | Jessie Knight     | GBR  | 52,52    |
| 6     | Lada Vondrová     | CZE  | 52,58    |
| 7     | Anita Horvat      | SVN  | 53,83    |
| 8     | Evelin Nádházy    | HUN  | 53,87    |

#### 100 m Hürden
| Platz | Athlet              | Land | Zeit (s)  |
| ----- | ------------------- | ---- | --------- |
| 1     | Nadine Visser       | NED  | 12,68 =WL |
| 2     | Luca Kozák          | HUN  | 12,71 NR  |
| 3     | Elwira Herman       | BLR  | 12,96     |
| 4     | Cyréna Samba-Mayela | FRA  | 13,07 SB  |
| 5     | Annimari Korte      | FIN  | 13,09     |
| 6     | Sharika Nelvis      | USA  | 13,09     |
| 7     | Gréta Kerekes       | HUN  | 13,27     |
|       | Taliyah Brooks      | USA  | DNF       |

Wind: −0,2 m/s

#### 400 m Hürden
| Platz | Athlet            | Land | Zeit (s) |
| ----- | ----------------- | ---- | -------- |
| 1     | Femke Bol         | NED  | 54,67    |
| 2     | Hanna Ryschykowa  | UKR  | 55,86    |
| 3     | Sage Watson       | CAN  | 56,29    |
| 4     | Léa Sprunger      | SUI  | 56,65    |
| 5     | Emma Zapletalová  | SVK  | 56,68    |
| 6     | Janka Molnár      | HUN  | 57,10    |
| 7     | Joanna Linkiewicz | POL  | 57,11    |
| 8     | Sára Mátó         | HUN  | 57,61    |

#### Weitsprung
| Platz | Athletin                      | Land | Höhe (m) |
| ----- | ----------------------------- | ---- | -------- |
| 1     | Nastassja Mirontschyk-Iwanowa | BLR  | 6,77     |
| 2     | Maryna Bech-Romantschuk       | UKR  | 6,76     |
| 3     | Diána Lesti                   | HUN  | 6,65     |
| 4     | Anasztázia Nguyen             | HUN  | 6,51     |
| 5     | Abigail Irozuru               | GBR  | 6,46     |
| 6     | Yanis David                   | FRA  | 6,45     |
| 7     | Petra Farkas                  | HUN  | 6,44     |
| 8     | Evelise Veiga                 | POR  | 6,43     |
| 9     | Xénia Krizsán                 | HUN  | 6,13     |
| 10    | Taliyah Brooks                | USA  | 6,05     |
| 11    | Rita Nemes                    | HUN  | 5,95     |
| 12    | Klaudia Endrész               | HUN  | 5,94     |
| 13    | Shara Proctor                 | GBR  | 5,76     |

#### Hammerwurf
| Platz | Athletin            | Land | Weite (m) |
| ----- | ------------------- | ---- | --------- |
| 1     | Alexandra Tavernier | FRA  | 73,09     |
| 2     | Malwina Kopron      | POL  | 72,68     |
| 3     | Hanna Malyschtschyk | BLR  | 70,59     |
| 4     | Iryna Klymez        | UKR  | 68,75     |
| 5     | Martina Hrašnová    | SVK  | 66,99     |
| 6     | Réka Gyurátz        | HUN  | 66,80     |
| 7     | Anamari Kožul       | CRO  | 62,93     |
| 8     | Éva Orbán           | HUN  | 62,36     |
| 9     | Zsanett Németh      | HUN  | 56,82     |
|       | Joanna Fiodorow     | POL  | NM        |